# Billing (telefonia)
Billing – rachunek szczegółowy, zestawienie wszystkich opłat za połączenia i usługi dodane, które abonent przeprowadził w danym okresie rozliczeniowym. Umożliwia szczegółową kontrolę dokonanych transakcji.

## Przechowywanie billingów w Unii Europejskiej
W 2006 UE formalnie przyjęła dyrektywę o przechowywaniu danych telekomunikacyjnych przez 6 do 24 miesięcy. Mają to być jedynie dane potrzebne do ustalenia źródła połączenia i odbiorcy oraz daty i godziny. Zgodnie z dyrektywą kraje członkowskie są też zobowiązane do zapewnienia ochrony prywatności swoich obywateli, a operatorzy telekomunikacyjni nie mogą przechowywać informacji ujawniających treść rozmów lub e-maili.

## Billing w Polsce
Historia wprowadzenia billingu w Polsce sięga lat 80. XX wieku. Wtedy monitorowanie łączy było możliwe tylko na specjalne życzenie klienta oraz jeżeli były prowadzone działania operacyjne służb specjalnych. Wykorzystywano do tego specjalne urządzenia elektroniczne typu NURT (Numeryczny rejestrator telefoniczny). Rejestrator ten zapisywał na taśmie każde zdarzenie na łączu, mające znaczenie, nawet zadzwonienie na obserwowany numer. Ze względów technicznych możliwości stosowania billingu w tamtym czasie były mocno ograniczone.
Po 1989 roku TPSA rozpoczęła szybką wymianę central na nowe. Ze względów technicznych wprowadzanie billingu w kraju odbywało się z niemałymi trudnościami. Tylko w niewielu miastach funkcjonowały nowoczesne centrale. W większości były to albo elektromechaniczne centrale systemu Strowgera lub Pentaconta, albo elektroniczne centrale typu E-10A. Z początkiem lat 90. zaczęto montować nowoczesne centrale sterowane programowo (SPC): Alcatel-Lucent 5ESS, S12, E-10B oraz Siemens EWSD.
W połowie lat 90. monitorowanie połączeń było możliwe w większych polskich miastach na życzenie klienta. Sukcesywnie modernizowano także dotychczas stosowane systemy elektromechaniczne na potrzeby billingu, mimo że kilka lat później były one wycofywane z eksploatacji. Konieczne było skonstruowanie specjalnych urządzeń do monitorowania na łączną liczbę 660 tysięcy abonentów, na zamówienie TP S.A. W roku 1998 można było uzyskać billing już w większości central miejscowych.
W przypadku telefonii komórkowej od samego początku jej działania w Polsce możliwe było otrzymanie rachunków szczegółowych.